# Număr centrat cubic
Un număr centrat cubic este un număr figurativ centrat care dă numărul de puncte dintr-un model tridimensional format dintr-un punct înconjurat de straturi cubice concentrice de puncte, cu {\displaystyle i^{2}} puncte pe fețele pătrate ale stratului i. Echivalent, este numărul de puncte dintr-un model cubic centrat care are n+1 puncte de-a lungul fiecărei laturi.
Primele numere centrate cubice sunt:
1, 9, 35, 91, 189, 341, 559, 855, 1241, 1729, 2331, 3059, 3925, 4941, 6119, 7471, 9009, 10745, 12691, 14859, 17261, 19909, 22815, 25991, 29449, 33201, 37259, 41635, 46341, 51389, 56791, 62559, 68705, 75241, 82179, 89531, 97309, 105525, …

## Formule
Numerele centrate cubice pentru un model cu n straturi concentrice în jurul punctului central este dat de formula:
{\displaystyle n^{3}+(n+1)^{3}=(2n+1)\left(n^{2}+n+1\right).}
Aceste numere poate fi exprimate și ca numere trapezoidale (diferență de două numere triunghiulare), sau o sumă de numere consecutive, ca:
{\displaystyle {\binom {(n+1)^{2}+1}{2}}-{\binom {n^{2}+1}{2}}=(n^{2}+1)+(n^{2}+2)+\cdots +(n+1)^{2}.}

## Proprietăți
Din cauza factorizării {\displaystyle (2n+1)(n^{2}+n+1)}, este imposibil ca numerele centrate cubice să fie numere prime. Singurul număr centrat cubic care este și un pătrat este 9, ceea ce se poate demonstra rezolvând ecuația {\displaystyle 2n+1=n^{2}+n+1}.